# 루비 MRI
루비 MRI(Matz's Ruby Interpreter, CRuby)는 루비 프로그래밍 언어의 참조 구현이다. 루비 언어의 창시자인 마츠모토 유키히로의 이름을 따 MRI로 불린다.